# Bryan Fuller
Bryan Fuller (Lewiston, 27 de julho de 1969) é um roteirista e produtor de televisão americano, responsável por criar um número de séries de televisão aclamadas pela crítica em diferentes emissoras, incluindo Dead Like Me, Wonderfalls, Pushing Daisies, Hannibal, e American Gods.
Ele também é conhecido por seu trabalho em várias séries de Star Trek, tendo trabalhado proeminente em Star Trek: Voyager, escrito alguns episódios para Star Trek: Deep Space Nine, e sendo criador de Star Trek: Discovery, além de ter sido roteirista e produtor na série Heroes e no telefilme Carrie, de 2002.
Em 10 de outubro de 2017, Fuller foi confirmado como showrunner no reboot desenvolvido pela Apple da premiada série de Steven Spielberg, Amazing Stories, exibida entre 1985 e 1987 na NBC. Porém, no dia 7 de fevereiro de 2018 foi relatado que Fuller abandonou o comando do reboot por diferenças criativas. No dia 11 de janeiro de 2018 foi confirmado que Fuller está envolvido na adaptação televisiva das Crônicas Vampirescas, trabalhando ao lado de Anne Rice e seu filho, Christopher Rice na criação da série.
Fuller é abertamente gay, abordando recorrentemente personagens LGBT em suas séries, assim como também sendo um contribuidor para a representatividade e diversidade.